# Plotselinge sluiting

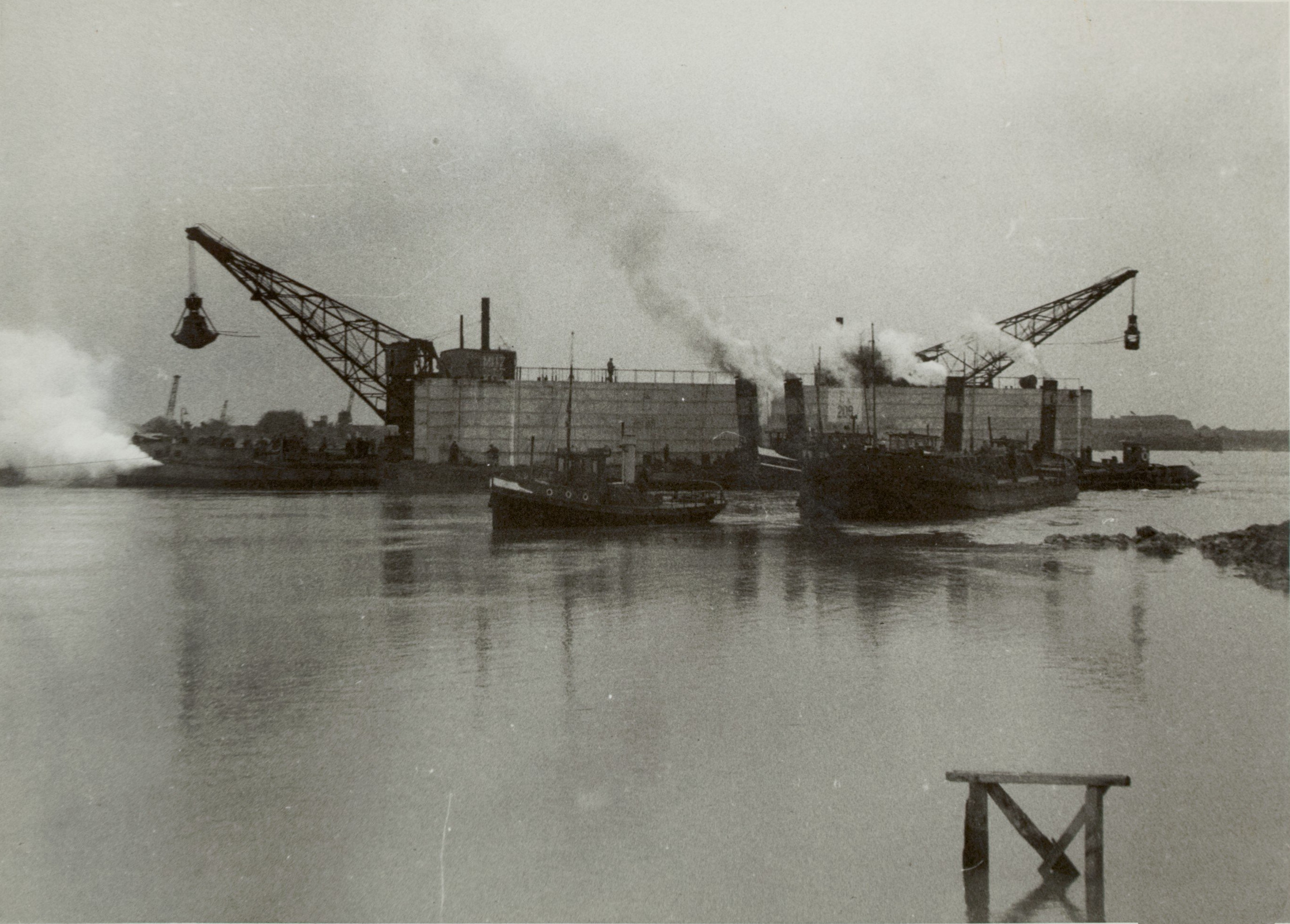
Phoenix-caissons bij Fort Rammekens

Een plotselinge sluiting is een afsluiting van een zeegat of dijkdoorbraak door het sluitgat zo te prepareren dat gedurende de kentering dit sluitgat in een keer kan worden afgesloten. Meestal worden hier caissons of doorlaatcaissons voor gebruikt, maar er zijn ook wat bijzondere sluitingen waarbij zandzakken of schepen gebruikt zijn.

## Caissonsluiting
Bij een caissonsluiting wordt het sluitgat gesloten door het invaren van een caisson, een grote betonnen bak. Dit is voor het eerst in Nederland gedaan bij het dichten van de dijkbreuken door de geallieerde aanvallen op Walcheren in 1944. Bij het dichten van de dijken in 1945 bij Rammekens werd gebruikgemaakt van in Engeland aanwezige, overtollige caissons (Phoenix-caissons) zoals die na de landing in Normandië door de geallieerde troepen waren ingezet voor het maken van provisorische havens, de zogeheten Mulberryhavens.
Na de stormramp van 1953 moesten er veel sluitgaten gedicht worden, en de gedachte was dat veel daarvan met een caisson zouden kunnen worden afgesloten. Maar omdat de maat van de uiteindelijke sluitgaten niet bekend was, en de bouw van de caissons redelijk wat tijd kost, had men kort na 1 februari 1953 besloten om op voorhand al een groot aantal relatief kleine caissons te laten maken, die op veel plaatsen ingezet zouden kunnen worden, de eenheidscaissons. Later zijn deze caissons ook bij de Deltawerken ingezet.
Voor een klein aantal grotere dijkdoorbraken zijn ook Phoenix-caissons van de Mulberryhavens gebruikt, maar het beschikbare aantal was erg klein, Deze grote caissons zijn onder andere gebruikt bij Ouwerkerk en bij Schelphoek.

### Het plaatsen van een caisson

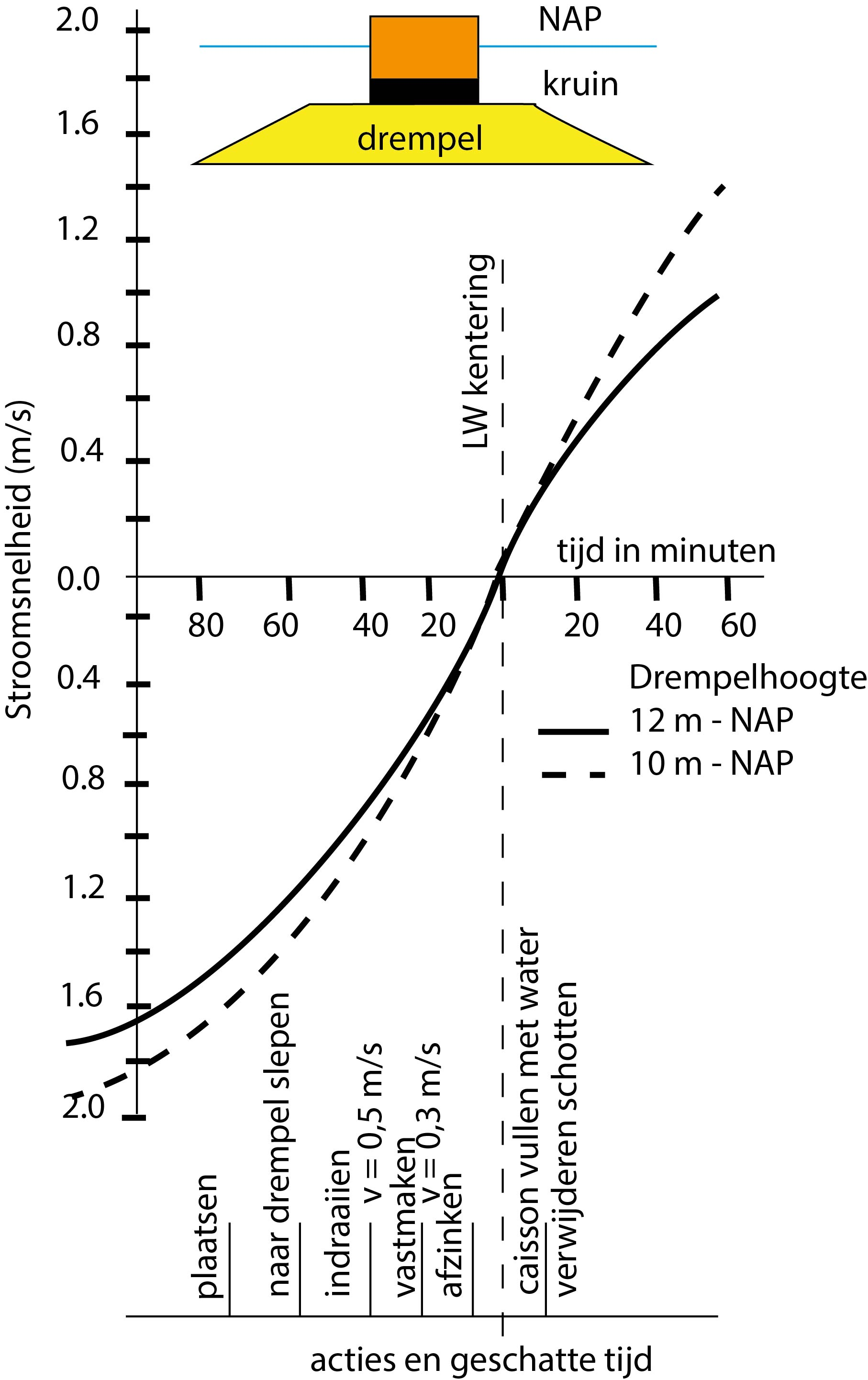
benodigde tijd voor afzinken

Om een caisson af te zinken moet de stroomsnelheid zo klein mogelijk zijn; afzinken vindt dus plaats tijdens de kentering. De tijd dat de snelheid echt nul is, is heel kort, dus zal de afzinkprocedure al moeten starten bij een zekere, lage snelheid. Ervaring bij caissonsluitingen heeft geleerd dat dat deze snelheid kleiner moet zijn dan 0,3 m/s. Dit leidt dan tot de volgende tijden.
|                                         | tijd t.o.v kentering | snelheid boven de drempel |
| --------------------------------------- | -------------------- | ------------------------- |
| invaren caisson in sluitgat             | -70 min              |                           |
| positioneren caisson, indraai manoeuvre | -55min               |                           |
| vastmaken Vcr < 0,75 m/s                | -30 min              | < 0,75 m/s                |
| afzinken Vcr < 0,30 m/s                 | -13 min              | < 0,30 m/s                |
| caisson op de drempel                   | -5 min               |                           |
| kentering                               | 0 min                |                           |
| verwijderen houten drijfschotten        | +10 min              |                           |
| storten van aanstortingen en ballasten  | +60 min              |                           |

Dit betekent dus dat maximaal 13 minuten voor laag water de stroomsnelheid gedaald moet zijn tot 0,30 m/s en maximaal 30 minuten voor laag water 0,75 m/s. En omdat het getij in Nederland sinusvormig is en een periode van 12,5 uur heeft betekent dit dat tijdens de maximale snelheid in het sluitgat niet hoger dan 2,5 m/s mag zijn. Deze snelheid is met een kombergingsbeschouwing te berekenen. In bijgaand plaatje is het resultaat voor een berekening bij een drempelhoogte van NAP -10 m en NAP -12 m gegeven. Hieruit blijkt dat in dit specifieke geval de drempel op NAP -12 moet liggen, omdat bij NAP -10 m de tijd voor afzinken te kort wordt. Een sluiting met caissons is dus alleen mogelijk bij relatief grote geuldieptes.

### doorlaatcaissons
Het probleem bij het sluiten van grotere sluitgaten met caissons is dat naarmate er meer caissons in het sluitgat staan, het overgebleven doorstroomoppervlak minder wordt, en dus de stroomsnelheid veel groter (veel groter dan de bovengenoemde 2,5 m/s). Dat maakt dat het onmogelijk wordt om het laatste caisson goed op zijn plaats af te zinken. Dit is opgelost door gebruik te maken van doorlaatcaissons. Een doorlaatcaisson is in principe een doos met daarin aan een zijde geplaatste schuiven. Tijdens het plaatsen van het caisson zijn de schuiven dicht om drijfvermogen te leveren en is de andere kant waterdicht gemaakt met schotten. Na plaatsing van ieder caisson worden de schotten verwijderd en de schuiven geopend, en kan de getijstroom redelijk ongehinderd door het caisson stromen. Het doorstroomoppervlak neemt dus niet sterk af, en de stroomsnelheden nemen niet erg toe. Hierdoor blijft het mogelijk om de volgende caissons zonder problemen te plaatsen. Na het plaatsen van alle caissons worden de schuiven op de kentering gesloten en is de afsluiting een feit. Vervolgens wordt er zand voor de dam gespoten. De schuiven en andere bewegingswerktuigen worden dan verwijderd en kunnen later hergebruikt worden bij een andere sluiting. 

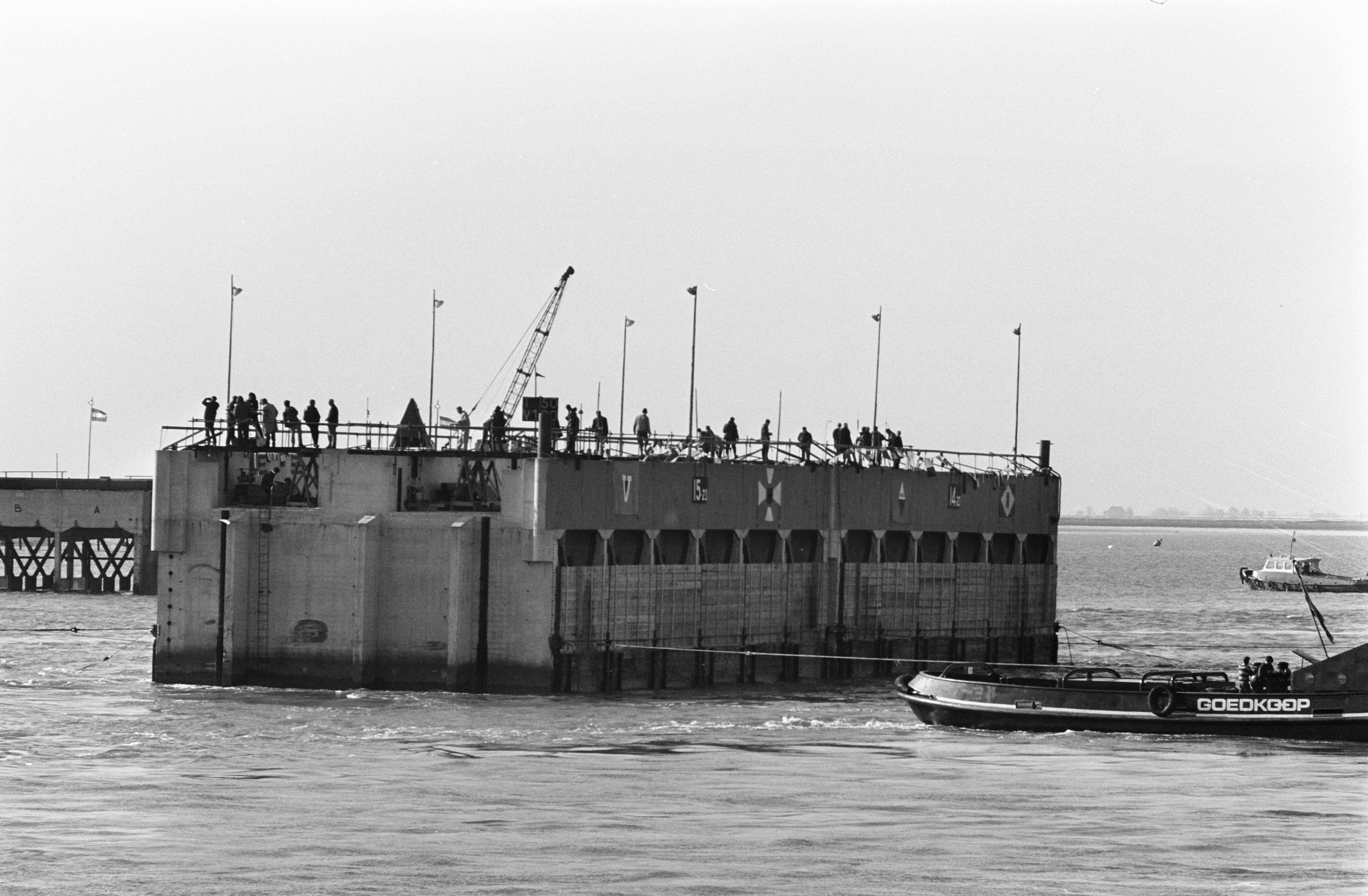
Het afsluiten van de Lauwerszee met het laatste caisson

Dit type caisson is voor het eerst gebruikt bij de sluiting van het Veerse Gat. en later ook bij o.a. de Brouwersdam het Volkerak. Ook bij de Lauwerszee zijn doorlaatcaissons toegepast.

### Vormgeving van doorlaatcaissons
Bij caissonsluitingen is het noodzakelijk een zo groot mogelijk effectief doorstroomprofiel te handhaven tijdens het plaatsen. Daarnaast moet de afvoercoëfficiënt zo groot mogelijk zijn. Dit is de mate waarin de stroming gehinderd wordt door de vorm van het caisson.

#### Doorstroomoppervlak
Het doorstroomoppervlak van een individueel caisson dient zo groot mogelijk te zijn. Dit kan worden bereikt door:
- Zo groot mogelijke afstand tussen de caissonwanden. Met stalen diagonalen kan voldoende torsiestijfheid verkregen worden.
- De bodem van de caissons dient zo dun mogelijk te zijn.
- Om voldoende gewicht van het caisson te verkrijgen, kunnen ballastruimten in de bovenconstructie van het caisson ontworpen worden. Dit extra gewicht is nodig om voldoende wrijving tussen caisson en drempel te mobiliseren.

#### Afvoercoëfficiënt
Naast het doorstroomoppervlak is de afvoercoëfficiënt van groot belang. Afvoercoëfficiënt verbeterende maatregelen zijn:
- Het stroomlijnen van de diagonalen tussen de wanden.
- Het toepassen van extra bestortingen om de drempel te stroomlijnen.

In bijgaande tabel worden de  afvoercoëfficiënten van enkele in Nederland ontworpen caissons weergegeven.
|                         | Drempeldiepte (NAP) | afvoercoëfficiënt |
| ----------------------- | ------------------- | ----------------- |
| Veerse Gat 1961         | -5,5 m              | 0,78              |
| Lauwerszee 1969         | -6,5 m              | 0,65              |
| Volkerak 1969           | -7 m                | 0,75              |
| Brouwersdam 1971        | -10 m               | 0,85              |
| Oosterschelde (ontwerp) | -20 m               | 1,00              |

## Bijzondere sluitingen

### sluiten door afzinken van schepen

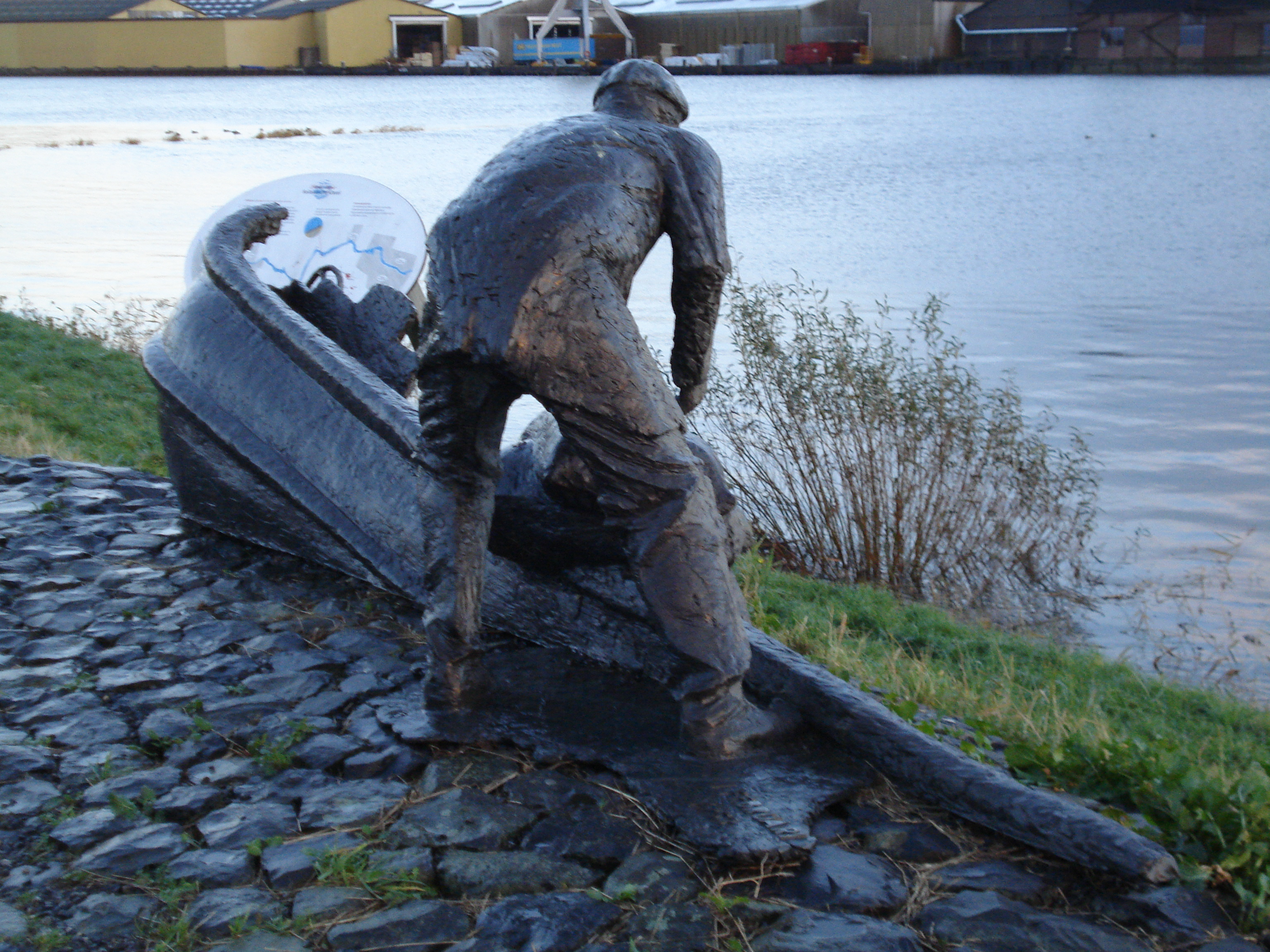
Monument "een dubbeltje op z'n kant" bij Nieuwerkerk aan den IJssel.

In bijzondere gevallen, meestal bij noodgevallen zoals dijkdoorbraken, wordt geprobeerd om de bres te dichten door het invaren van een schip in het gat. Meestal gaat dat fout, omdat de maten van het schip niet overeenkomen met de maten van het sluitgat. Ook is het veel voorgekomen dat met het schip het sluitgat invaart, en dan door de sterke stroming naar binnen of naar buiten gedrukt wordt. Ten slotte is een reden dat het vaak fout gaat doordat de bodem van het schip niet goed aansluit bij de bodem van het sluitgat, waardoor onderloopsheid ontstaat. De sterke stroming zorgt dan voor verdere erosie onder het schip, waardoor er geen sluiting gerealiseerd wordt. Een van de weinige gevallen waarbij dit goed gegaan is was in 1953 bij een dijkdoorbraak langs de Hollandse IJssel. Op deze plaats is later een monument geplaatst.  

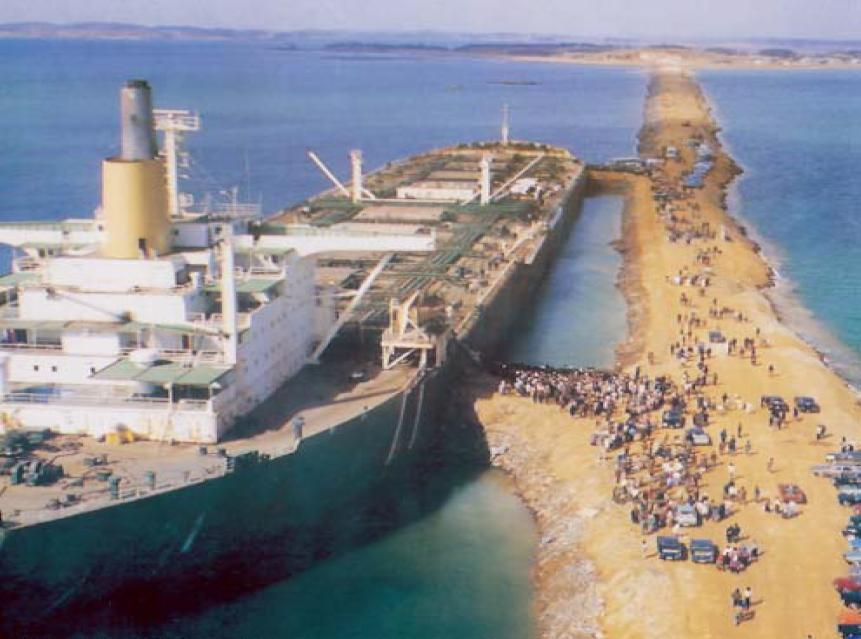
Afsluiten van het Seosan estuarium in Korea

In Korea is in 1980 een zeegat afgesloten door het afzinken van een oude olietanker. Over de uitvoering van deze sluiting is weinig bekend, meestal betekent dat het niet heel erg succesvol was, dit temeer daar er in Korea na die datum nog vele tientallen sluitingen zijn uitgevoerd, maar dit waren steeds steensluitingen. Uit opnames van Google Earth van later datum is bekend dat het schip na sluiting van de dam weer verwijderd is.   

### sluiten met zandzakken

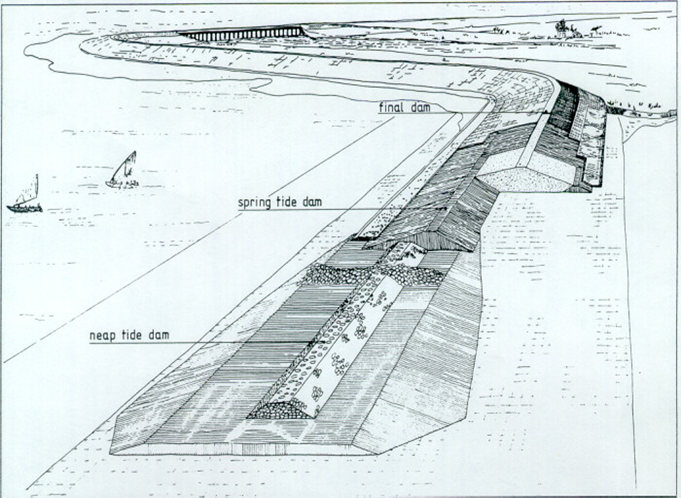
Feni Dam

Een bijzondere vorm van sluitingen is door gebruik te maken van zandzakken en een heel groot aantal arbeiders. Dit is onder andere gedaan bij de aanleg van de Fenidam in Bangladesh. Hier viel de bodem van het zeegat tijdens laag water vrijwel droog. Er zijn toen in het 1200 m brede sluitgat 12 depots met zandzakken geplaatst van ieder 100 000 zakken. Op de dag van de afsluiting zijn deze zakken door 12000 arbeiders in het sluitgat geplaatst. Dit gebeurde in zes uur, waarbij het plaatsen van de zakken net iets sneller ging dan de stijging van het water. Aan het eind van die dag was het zeegat afgesloten, weliswaar alleen voor de waterstanden die bij dood tij optreden (neap tide dam). Maar in de daaropvolgende dagen kon met zand deze dam verder opgehoogd worden, zodat hij ook bestand was tegen springtij (spring tide dam) en in de drie maanden daarna ook tegen stormvloeden (van 10 m boven de bodem van de dam).